# Martín Ligüera
Martín Ricardo Ligüera López, mais conhecido como Martín Ligüera (Montevidéu, 9 de novembro de 1980), é um treinador e ex-futebolista uruguaio que atuava como meio-campo. Atualmente, comanda o  Nacional de forma interina.

## Carreira
Ligüera se destacou no Olímpia (PAR) e no Nacional (URU), onde começou a jogar em 1996. Especialista em bolas paradas, o uruguaio jogou também pelo Cerro (URU), Defensor Sporting (URU), Fénix (URU), Real Mallorca (ESP), Grasshopper (SUI), San Luis (MEX) e Alianza Lima (PER). Seu último clube foi a Unión Española (CHI), onde atuou na temporada 2010/2011.
Em 2002 foi eleito o melhor jogador do futebol uruguaio, onde se destacou também em 2005, quando foi o artilheiro do campeonato regional com o Nacional (URU). Em sua passagem pelo Paraguai, em 2009, foi eleito o melhor jogador estrangeiro.
Ligüera integrou a Seleção Uruguaia entre 2002 e 2005. Na função de meia de criação, destacando-se pela visão de jogo, velocidade e alta média de gols,
Em 26 de abril de 2013, acertou contrato até o final de 2014 com o Joinville.

## Títulos

### Como jogador
Nacional
- Campeonato Uruguaio: 1998, 2005, 2008–09, 2016
- Torneio Intermédio: 2017

Alianza Lima
- Campeonato Peruano: 2006

### Como treinador
Nacional
- Campeonato Uruguaio: 2020

## Prêmios individuais
Atlético Paranaense
- Seleção do Campeonato Paranaense - 2012[4]